# 2,5-Diaminotoluène
Le 2,5-diaminotoluène, la 2-méthylbenzène-1,4-diamine, appelée aussi p-toluènediamine ou para-toluènediamine, est une  amine aromatique de formule C7H10N2. Constitué d'un cycle benzénique substitué par deux groupes amine et un groupe méthyle, c'est l'un des six isomères du diaminotoluène. Il est notamment utilisé dans les colorations pour cheveux.